# Lexa, Arkansas
Lexa là một thị trấn thuộc quận Phillips, tiểu bang Arkansas, Hoa Kỳ. Năm 2010, dân số của thị trấn này là 286 người.

## Dân số
- Dân số năm 2000: 331 người.
- Dân số năm 2010: 286 người.